# Bernhard Karnatz

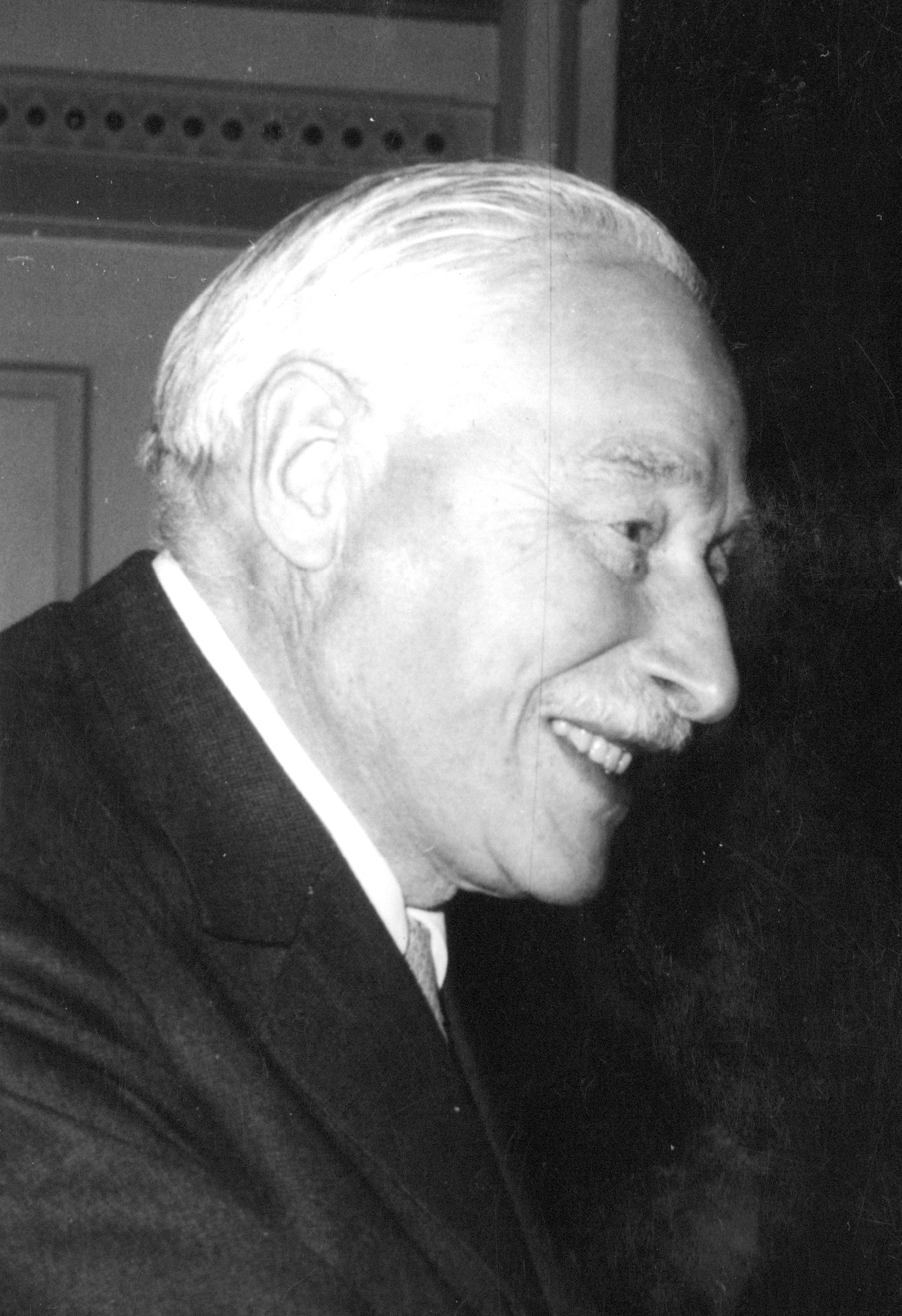
Bernhard Karnatz 1965

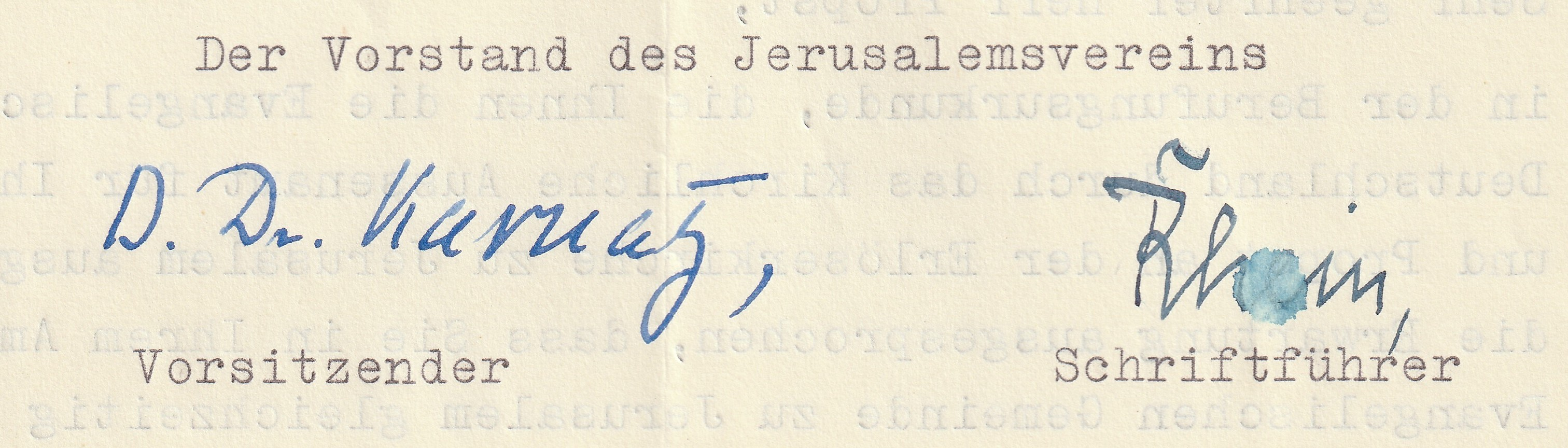
Signatur

Bernhard Karnatz (* 29. März 1882 in Verden (Aller); † 18. März 1976 in Berlin) war ein deutscher Jurist, der als Geheimer Oberkonsistorialrat führende Positionen in der Evangelischen Kirche Deutschlands innehatte.

## Leben
Karnatz wurde nach dem Studium der Rechtswissenschaften 1909 „Hilfsarbeiter“ im Evangelischen Oberkirchenrat der altpreußischen Landeskirche (EOK). Später arbeitete er in den Provinzialkonsistorien in Königsberg, Breslau und Posen. Von 1916 bis 1918 war er Hilfsreferent im Kriegsministerium. 1919 kehrte er als Geheimer Konsistorialrat in den EOK zurück. In dieser Funktion war er 1919 Geschäftsführer des Arbeitsausschusses zur Ausführung der Beschlüsse der Vorkonferenz zur Deutschen Evangelischen Kirchenkonferenz in Kassel.
1925 wurde Karnatz zum Oberkonsistorialrat befördert; 1929 erhielt er die Funktion des juristischen Dirigenten. Er war maßgeblich an der 1922 verabschiedeten Verfassung der Kirche der Altpreußischen Union beteiligt, ebenso am 1931 geschlossenen Staatskirchenvertrag mit dem Freistaat Preußen, der das Verhältnis der Kirche zum Staat neu ordnen sollte. Hierfür erhielt er 1926 die theologische und 1931 die juristische Ehrendoktorwürde der Universität Berlin.
1933 wurde der Evangelische Oberkirchenrat von den Nationalsozialisten gleichgeschaltet. Dagegen verfasste Karnatz eine Klageschrift, um beim Staatsgerichtshof in Leipzig zu klagen. Durch die Intervention Hindenburgs wurde die rechtmäßige Ordnung wiederhergestellt, so dass es nicht zur Klage kam.

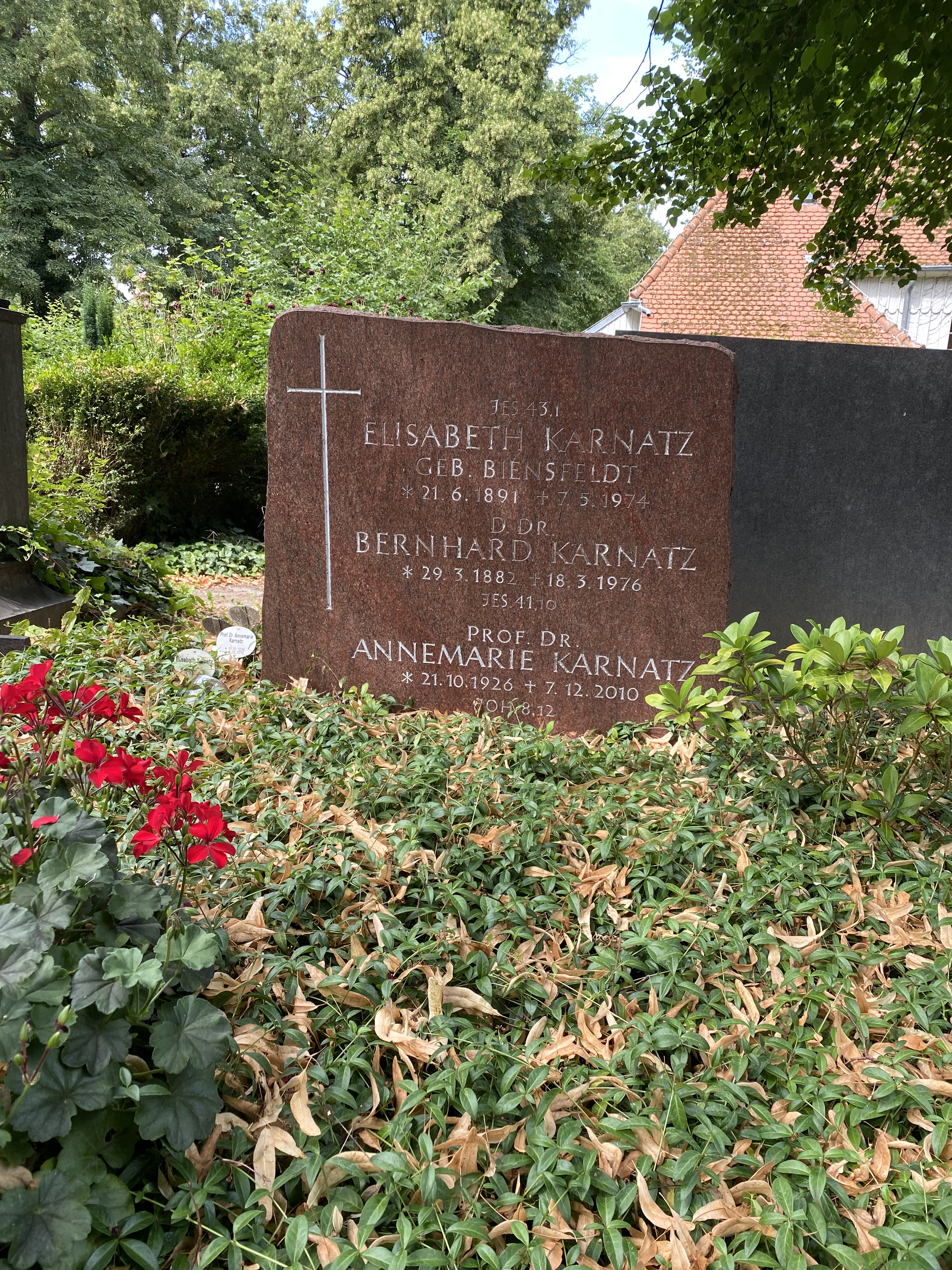
Grabstätte auf dem St.-Annen-Kirchhof

Nach dem Wahlsieg der Deutschen Christen am 23. Juli 1933 wurde Karnatz als Oberkonsistorialrat zwangsbeurlaubt. Im folgenden Jahr wurde er vorzeitig in den Ruhestand versetzt und war bis 1952 bei der Vorsorge Lebensversicherung AG tätig.
Nach dem Zweiten Weltkrieg wurde er einer der engsten Mitarbeiter des Berliner Bischofs Otto Dibelius. Ab 1946 amtierte er nebenamtlich als Vorstandsmitglied und Schatzmeister des Zentralausschusses für die Innere Mission. Von 1952 bis 1958 war er Vizepräsident der Kirchenkanzlei der Evangelischen Kirche in Deutschland und Leiter der Berliner Stelle.
1942 wurde Karnatz Vorsitzender des Jerusalemsvereins. In dieser Funktion unternahm er wiederholt Reisen nach Ostjerusalem. 1970 legte er dieses Amt nieder.
Karnatz war Mitglied in der Gesetzlosen Gesellschaft. Seine letzte Ruhestätte fand er auf dem St.-Annen-Kirchhof in Berlin-Dahlem.

## Schriften
- zusammen mit Eitel-Friedrich von Rabenau: Palästina und wir, Festschrift zum Hundertjährigen Bestehen des Jerusalemsvereins, Christlicher Zeitschriftenverlag, Berlin 1952
- Missionarisch-diakonische Arbeit im Heiligen Lande. Ein Reisebericht für die Freunde des Jerusalemsvereins von Juni 1952, EZA 6/1579
- Das preußisch-englische Bistum in Jerusalem. Jg. 47 (1972)
- Über den Rücktritt von Präsident D. Dr. Hermann Kapler als Präsident des Evangelischen Oberkirchenrats in Berlin. In: Oskar Söhngen: Die erste Phase des Kirchenkampfes: (24. Juni bis einschließlich 2. Juli 1933), 1973.